# Hungry Young Poets
Hungry Young Poets (en español: "Hambrientos Jóvenes Poetas"), (aka HYP), fue una banda musical de género pop y rock alternativo de Filipinas formada en 1997. Primeramente se formó como un dúo musical, integrada por la cantautora Barbie Almalbis (voz, guitarrista y composición) y Ricci Gurango (en el bajo). Después de lanzar su primer y único disco bajo el mismo nombre homónimo, más adelante se unió Franklin Benítez (en la batería), completando oficialmente la alineación como un trío. 
En 1998, Gurango se retiró del grupo, para formar parte de una banda musical llamada Little Green Men, antes de formar parte de MOJOFLY. Con la retirada de Gurango, Almalbis y Benítez, decidieron cambiar el nombre del grupo por Barbie's Cradle. 
Más adelante el grupo Barbie's Cradle, se convirtió en una de las bandas musicales más populares y exitosas en su país de origen, Barbie Almalbis como la vocalista, guitarrista y composición y Franklin Benítez, como el baterista. Más adelante se unió Rommel dela Cruz, como el nuevo bajista y a partir desde 1999. También se unió Wendell García, como el nuevo baterista sustituyendo a Benítez.

## Discografía
- 1998 - Barbie's Cradle
- 2000 - Music from the Buffet Table
- 2003 - Playing in the Fields

## Premios
- 2001 Premios Katha
- Mejor Composición Electrónica, "Up and at 'Em" (Power Puff Girls CD)
- Mejor Canción Folk, "Querido Pablo"
- Best Folk Vocal Performance, "Querido Pablo" (single) por Barbie Almalbis
- 2001 Premios NU107 Roca
- Mejor video musical, "Money For Food" (video) por Monty Parungao
- 2000 Premios Katha
- Mejor Canción Alternativa ", Goodnyt" (single)
- Mejor Álbum, Barbie's Cradle (homónimo) por Barbie Almalbis/Yvette Co
- PARI 13 Awit Premios 2000
- Best Packaging álbum, Cuna de Barbie (homónimo)
- 1999 Nuevos Premios Festival artista, 99.5RT
- Mejor Nuevo Artista Pop-Alternativo, Barbie's Cradle